# Laila Lalami
Laila Lalami (em árabe: ليلى العلمي, nascida em 1968) é uma novelista e ensaísta marroquino-americana. Após ganhar o seu primeiro título em Marrocos, recebeu uma bolsa para estudar no Reino Unido, onde obteve um mestrado em linguística.
Em 1992 mudou-se para os Estados Unidos, completando um doutoramento em linguística na Universidade do Sul da Califórnia. Começou a publicar os seus escritos em 1996, e em 2015 foi finalista para o Prémio Pulitzer de Ficção pela sua novela The Moor's Account de 2014, que recebeu fortes elogios da crítica.

## Biografia
Nasceu e criou-se em Rabat, Marrocos, onde obteve a sua licenciatura em inglês da Universidade Mohammed V. Em 1990, recebeu uma bolsa do British Council para estudar em Inglaterra e completou um mestrado em Linguística na Universidade Colégio de Londres. Após graduar-se, regressou a Marrocos e trabalhou brevemente como jornalista e comentarista. Em 1992 mudou-se para Los Angeles para assistir à Universidade do Sul da Califórnia, na qual se graduou com um doutoramento em Linguística.

## Reconhecimento

### PorThe Moor's Account
- Prémio Pulitzer de Ficção finalista 2015[2]
- Prémio Man Booker longlist, 2015[3]
- American Book Award vencedora, 2015[4]
- Arab American Book Award vencedora, 2015[5]
- Hurston-Wright Legacy Prémio vencedora, 2015[6]
- Prémios Langum, 2014 (Ficção Histórica)[7]
- The Wall Street Journal Melhores Livros de 2014[8]
- NPR Melhores Livros de 2014[9]
- The New York Times Livros Notáveis, 2014[10]
- Kirkus Reviews Melhores Livros de Ficção De 2014[11]

### Outros
- Em 2016, Bolsa Guggenheim.[12]
- 2013, Elizabeth George da Fundação "Women Authoring Change".[13]
- Em 2012, Lannan Foundation Residency Fellowship.[14]
- 2010, Prémio Orange longlist por Secret Son.
- Em 2009, Prémio do Círculo de Críticos Nacional do Livro, Finalista.
- Em 2009, Jovem Líder Global do Forum Económico Mundial.
- 2007, Fulbright Fellowship.
- 2003, Morocco-British Council Prémio Literário História Curta.
- Em 1990, British Council Fellowship.